# Világfa
Világfa ([ˈvilaːgfɒ], « arbre du monde »), égig érő fa ([ˈeːgig ˈeːɾøː ˈfɒ], « arbre qui atteint les cieux ») ou életfa ([ˈeːlɛtfɒ], « arbre de vie »), désignent une notion récurrente de la mythologie magyare et de ses traditions chamaniste et tengriste. Il s'agit également d'un motif très présent dans la production folklorique hongroise.

## Images

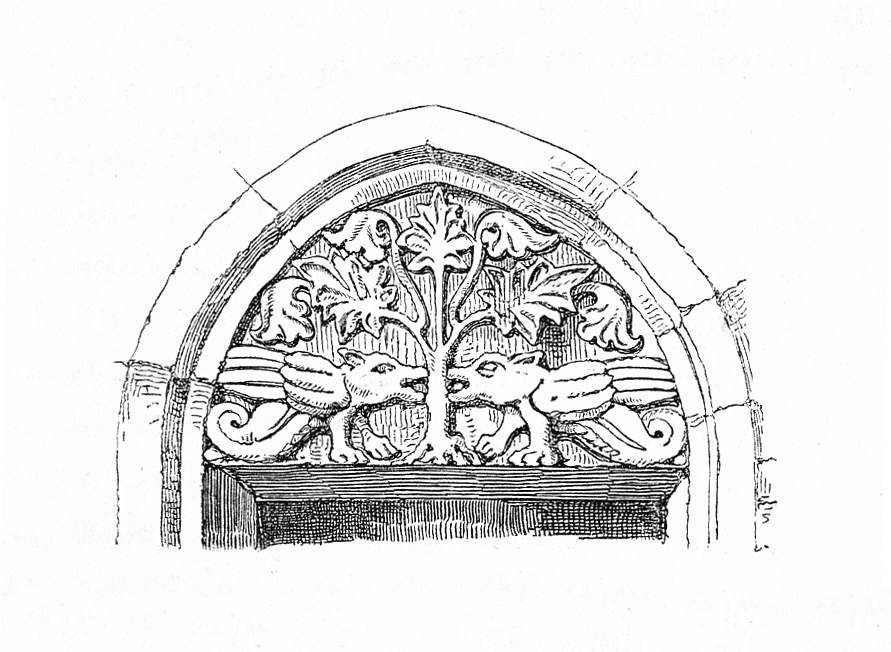
Arbre de vie entouré de deux dragons à queue de poisson, au tympan de la chapelle octogonale Saint-Jacques (Szent Jakab, milieu du), ancien ossuaire de l'église Saint-Michel (Szent Mihály) à Sopron

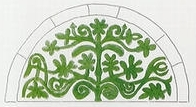
Arbre de vie entouré de deux oiseaux, au tympan du portail sud de l'église de Monoszló